# Pocket Full of Gold
Pocket Full of Gold è il quarto album in studio del musicista statunitense Vince Gill, pubblicato nel 1991.

## Tracce
1. I Quit – 2:30 (Vince Gill, Max D. Barnes)
2. Look at Us – 3:59 (Gill, Barnes)
3. Take Your Memory with You – 2:34 (Gill)
4. Pocket Full of Gold – 4:04 (Gill, Brian Allsmiller)
5. The Strings That Tie You Down – 3:39 (Gill, Barnes)
6. Liza Jane – 2:53 (Gill, Reed Nielsen)
7. If I Didn't Have You in My World – 3:52 (Gill, Jim Weatherly)
8. A Little Left Over – 2:06 (Gill)
9. What's a Man to Do – 3:11 (T.J. Knight, Curtis Wright)
10. Sparkle – 3:16 (Jim Lauderdale, John Leventhal)